# Toponimi latini dei comuni della provincia di Pisa
Questo elenco comprende i toponimi latini dei comuni della provincia di Pisa effettivamente usati in epoca classica, medievale e moderna.

## Elenco
| Endonimo italiano            | Toponimo latino principale                         | Varianti | Antropotoponimo (nome degli abitanti)                                           | Note |
| ---------------------------- | -------------------------------------------------- | --- | ------------------------------------------------------------------------------- | ---- |
| Pisa                         | Pisae -arum                                        | Alphea, Peithesa | Pisani                                                                          |      |
| Bientina                     | Blentina -ae                                       | Bientinum, Bietina, Blintina, Feroniae Lucus | Blentinenses                                                                    |      |
| Buti                         | Buiti Castrum                                      | Buiti, Castrum Buiti, Castrum Bucitae | Buitenses, Bucitenses                                                           |      |
| Calci                        | Calcis -is                                         | | Calcesani                                                                       |      |
| Calcinaia                    | Vicus Vitri                                        | Vicus Vitrii, Vicus Fitri, Calcinaria | Vicovitrenses                                                                   |      |
| Capannoli                    | Capannule-is                                       | Capannole, Capannulis, Capannolis | Capannulenses                                                                   |      |
| Casale Marittimo             | Casalis-is, Casale-is                              | Casalis in Maritima Volaterrana, Casale in Maritima Volaterrana, Casalis in Valle Caecinae, Casale in Valle Caecinae                               | Casalenses                                                                      |      |
| Casciana Terme Lari          | Castrum ad Aquas Castrum Lari                      | Castrum ad Aquas, Castrum de Aquis, Aquis, Balneum ad Aquas, Balneum Aquarum, poi: Balnea Cassianae, Cassiana Thermae / Castrum Lari Castrum Larii | Aquisani, Aquenses, Cassianenses/ Lariciani                                     |      |
| Cascina                      | Cassina -ae                                        | Valvata (?) | Cassinenses                                                                     |      |
| Castelfranco di Sotto        | Castrum Francum Inferius                           | Vigesimus | Vigesimenses, Castrumfranchenses                                                |      |
| Castellina Marittima         | Castellina -ae, Castellina Maritima in Valle Finis | Castellina Maritima | Castellinenses                                                                  |      |
| Castelnuovo di Val di Cecina | Castrum Novum, Castrum Novum de Montanea           | Castrum Ilci, Castrum Novum Vallis Caecinae | Castrumnovenses, Castrumnovini                                                  |      |
| Chianni                      | Castrum Clani                                      | Clanum, Chianni | Clanicenses, Clanerini                                                          |      |
| Crespina Lorenzana           | Crispina Laurentiana                               | Crispina -ae e Laurentiana -ae | Crispinenses e Laurentianenses                                                  |      |
| Fauglia                      | Favulia -ae                                        | Favullia, Castrum Favuliae, Castrum Favulliae | Favullienses                                                                    |      |
| Guardistallo                 | Stallum Gualdi                                     | Wardestalla, Wardestallum, Guardistallum, Guadistallum, Wardastallum                                                                               | Stallogualdini                                                                  |      |
| Lajatico                     | Castrum Aiatici                                    | Castrum Laiatici, Laiaticum, Lajaticum, Castrum Ajatici, Castrum Lajatici                                                                          | Aiaticenses, Laiaticenses                                                       |      |
| Montecatini Val di Cecina    | Castrum Montis Leonis                              | Castrum Montis Catini | Monteleonenses, Montecatinenses                                                 |      |
| Montescudaio                 | Mons Scutarius                                     | | Montescutarini                                                                  |      |
| Monteverdi Marittimo         | Mons Viridis, Castrum Montis Viridis               | Mons Viridis Maritimus | Monteviridienses                                                                |      |
| Montopoli in Val d'Arno      | Mons Tauparis                                      | Mons Toparium, Mons Thorpi, Mons Teupale, Mons Topoli, Mons Tauparis in Valle Arni, Mons Topulus                                                   | Montetauparenses                                                                |      |
| Orciano Pisano               | Urcianum -i                                        | Ursianum, Urcianum Pisanorum, Urcianum Pisanum | Ursianenses, Urcianenses                                                        |      |
| Palaia                       | Palaria -ae                                        | Palagia | Palarienses                                                                     |      |
| Peccioli                     | Pecciolum-i                                        | Picciole, Petiole, Pecciolis, Petiolis | Petiolenses, Pecciolenses                                                       |      |
| Pomarance                    | Ripomarancium-i                                    | Ripa Arranciae, Ripomarrancia, Arrantia | Ripomarancienses, Ripomarrancini                                                |      |
| Ponsacco                     | Pons Sacci                                         | Pons de Sacco, Pons Sachi | Saccipontici, Saccipontani (anche Saccopontici)                                 |      |
| Pontedera                    | Pons Herae                                         | Pons ad Heram, Pons de Hera, variante Pons Erae, Valvata (?)                                                                                       | Heraepontici, Heraepontani                                                      |      |
| Riparbella                   | Ripa Albella                                       | Ripalbella, Riparbella | Ripalbellenses, Ripalbelleni                                                    |      |
| San Giuliano Terme           | Aquae Pisanae                                      | Balnea Pisarum, Fanum Sancti Iuliani | Aquenses, Iulianenses, Iulianopolitani                                          |      |
| San Miniato                  | Fanum Sancti Miniati                               | Sanctus Miniatus Teutonis | Miniatenses, Miniatopolitani                                                    |      |
| Santa Croce sull'Arno        | Castrum Sanctae Crucis                             | Vicus Vinialis, Fanum Sanctae Crucis apud Arnum | Vicovinialenses, Sanctacrucenses                                                |      |
| Santa Luce                   | Castrum Sanctae Lucis                              | Fanum Sanctae Lucis | Lucenses, Sanctalucenses                                                        |      |
| Santa Maria a Monte          | Castrum Sanctae Mariae ad Montem                   | Fanum Sanctae Mariae ad Montem | Mariadmontenses                                                                 |      |
| Terricciola                  | Tursenum-i                                         | Tursena, Terricciuola, forse Turricula | Turriculenses, Tursenenses                                                      |      |
| Vecchiano                    | Veclanum -i                                        | Veclianum, Vetuleius | Veclanenses, Vetulenses                                                         |      |
| Vicopisano                   | Vicus Auserissola, Auserissola-ae                  | Vicus Auseris Sala, Vicus Auserius Sola, Auseressa, Auserissula Vicus, Vicus Elbii, Vicus Matrini, Vicus Pisanorum, Vicus Pisanus                  | Auserissolenses, Vicarenses                                                     |      |
| Volterra                     | Volaterrae -arum                                   | Volaterra, Vultera, Vulterra | Volaterrani, Volateranenses, Volaterenses, Vulteranenses, Vulterani, Vulterrani |      |